# أحمد أباد سفلي (تكاب)
أحمد أباد سفلي هي قرية في مقاطعة تكاب، إيران. عدد سكان هذه القرية هو 1,890 في سنة 2006.